# Jimmy Le Baut
 (août 2025).
Motif : pas de sources secondaires centrées
- Archive Wikiwix
- Bing
- Cairn
- DuckDuckGo
- E. Universalis
- Gallica
- Google
- G. Books
- G. News
- G. Scholar
- Persée
- Qwant
- (zh) Baidu
- (ru) Yandex
- (wd) trouver des œuvres sur Wikidata

| 1. | Préciser le motif de la pose du bandeau. | Précisez le motif de la pose du bandeau en utilisant la syntaxe suivante : {{admissibilité à vérifier\|date=août 2025\|motif=remplacez ce texte par le motif}}                     |
| 2. | Informer les utilisateurs concernés.     | Pensez à avertir le créateur de l'article, par exemple, en insérant le code ci-dessous sur sa page de discussion : {{subst:avertissement admissibilité à vérifier\|Jimmy Le Baut}} |

Jimmy Le Baut est un navigateur et un skipper professionnel français, né le 31 décembre 1972 à Nantes.

## Biographie
Il habite aux Sables-d'Olonne en Vendée. Il est originaire de la commune de Sucé-sur-Erdre en Loire Atlantique, où il a passé une grande partie de son enfance.

## Palmarès
- 2000 : 1er du Grand prix du Crouesty
- 2001 : 1er de l'Obélix Trophy - 1er du Spi Ouest-France
- 2002 : 5e de la Semaine internationale de La Rochelle
- 2003 : 1er du Challenge Archambault - 13e du National Fun
- 2005 : 2e de la Solitaire des Sables - 2e de la Route de l'Équateur
- 2006 : 44e de la Solitaire du Figaro - 25e de la Transat AG2R